# Ridwa
Ridwa (arab. رضوة) – wieś w Syrii, w muhafazie Idlib. W 2004 roku liczyła 567 mieszkańców.